# Dissociação (termodinâmica)
Dissociação é a reação de liberação de energia em um processo adiabático de combustão que não se atinge a temperatura teórica da chama.